# Bagepulver
 Denne artikel bør gennemlæses af en person med fagkendskab for at sikre den faglige korrekthed.

Bagepulver er et hævemiddel, der benyttes i bagværk. Bagepulver består af natron (natriumhydrogenkarbonat, NaHCO3), en syre og noget stivelse. Stivelsen kan f.eks. være af majs eller kartofler, og er tilsat for at holde bagepulveret tørt. Når bagepulveret kommer i forbindelse med vand, reagerer syren med natriumhydrogenkarbonat, og der dannes kuldioxid (CO2), som fanges i dejen og danner lufthuller.
Bagepulver virker hurtigere og mere effektivt end natron, fordi det indeholder syre. Man kan se forskellen ved at tilsætte en skefuld bagepulver og en skefuld natron til hvert sit glas vand; i samme øjeblik pulveret tilsættes, bruser vandet med bagepulver kraftigt. Dette skyldes frigivelsen af CO2. I vandet med natron sker denne frigivelse meget langsommere.[kilde mangler]
Når man bager med bagepulver, produceres der, i modsætning til med natron, ikke soda.[kilde mangler]
Det engelske ord for natron er baking soda, men det fejloversættes ofte til bagepulver (baking powder).[kilde mangler]